# جورجیا فاولر
جورجیا فاولر (به انگلیسی: Georgia Fowler) (زادهٔ ۱۷ ژوئن ۱۹۹۲) مدل نیوزلندی است که بیشتر برای قدم‌زدن در ویکتوریا سیکرت فشن شو در سال‌های ۲۰۱۶ تا ۲۰۱۸ شناخته می‌شود.